# Simmering (Wiedeń)
Simmering ([ˈzɪmɐˌʀɪŋ]ⓘ) – jedenasta dzielnica Wiednia położona w południowo-wschodniej części miasta. Powstała w 1892 z połączenia samodzielnych gmin Simmering i Kaiserebersdorf, w 1955 powiększono ją o gminę Albern. Połączona jest z resztą miasta linią metra U3.
Od 1852 r. mieści się tu duża fabryka taboru szynowego, wówczas Simmeringer Maschinen- und Waggonbaufabrik AG, a obecnie należąca do koncernu Siemens – „Siemens SGP Verkehrstechnik GmbH”, zajmująca się produkcją taboru kolejowego. W 1927 r. trzy, a w 1928 r. pięć wagonów silnikowych z tej fabryki trafiło do Łodzi, do miejskiego przedsiębiorstwa tramwajowego „Kolej Elektryczna Łódzka”.